# Ewing (konstruktor)
Ewing – amerykański konstruktor wyścigowy, który startował w Formule 1 w latach 1950 oraz 1960 (tylko w zawodach Indianapolis 500).

## Starty w Formule 1
| Sezon | Kierowca     | Start. | Msc. | Pkt. | Uwagi    | Opis |
| ----- | ------------ | ------ | ---- | ---- | -------- | ---- |
| 1950  | Jimmy Davies | 27     | 17   |      |          | opis |
| 1960  | Eddie Sachs  | 1      | 21   |      | zapłon   | opis |
| 1960  | Al Herman    | 30     | 32   |      | sprzęgło | opis |